# أدريان باربو
أدريان باربو (بالإنجليزية: Adrienne Barbeau)‏ مواليد 11 يونيو 1945 في ساكرامنتو، الولايات المتحدة، هي ممثلة أمريكية بدأت مسيرتها الفنية عام 1972.

## وصلات خارجية
- الموقع الرسمي
- أدريان باربو على موقع IMDb (الإنجليزية)
- أدريان باربو على موقع ألو سيني (الفرنسية)
- أدريان باربو على موقع ميوزك برينز (الإنجليزية)
- أدريان باربو على موقع تيرنر كلاسيك موفيز (الإنجليزية)
- أدريان باربو على موقع أول موفي (الإنجليزية)
- أدريان باربو على موقع قاعدة بيانات برودواي على الإنترنت (الإنجليزية)
- أدريان باربو على موقع قاعدة بيانات الأفلام السويدية (السويدية)
- أدريان باربو على موقع إن إن دي بي (الإنجليزية)
- أدريان باربو على موقع أول ميوزيك (الإنجليزية)
- أدريان باربو على موقع ديسكوغز (الإنجليزية)